# Schwedenschanze (Preußisch Oldendorf)
Die Schwedenschanze ist eine nur als Bodendenkmal erhaltene Wehranlage etwa 300 Meter nordwestlich der Burg Limberg zwischen dem Limberg und dem Offelter Berg südlich von Preußisch Oldendorf im Nordosten Nordrhein-Westfalens. Die abgegangene Höhenburg ist als Bodendenkmal der Stadt seit 2015 geschützt. Erhalten sind Gräben und Wälle.

## Beschreibung

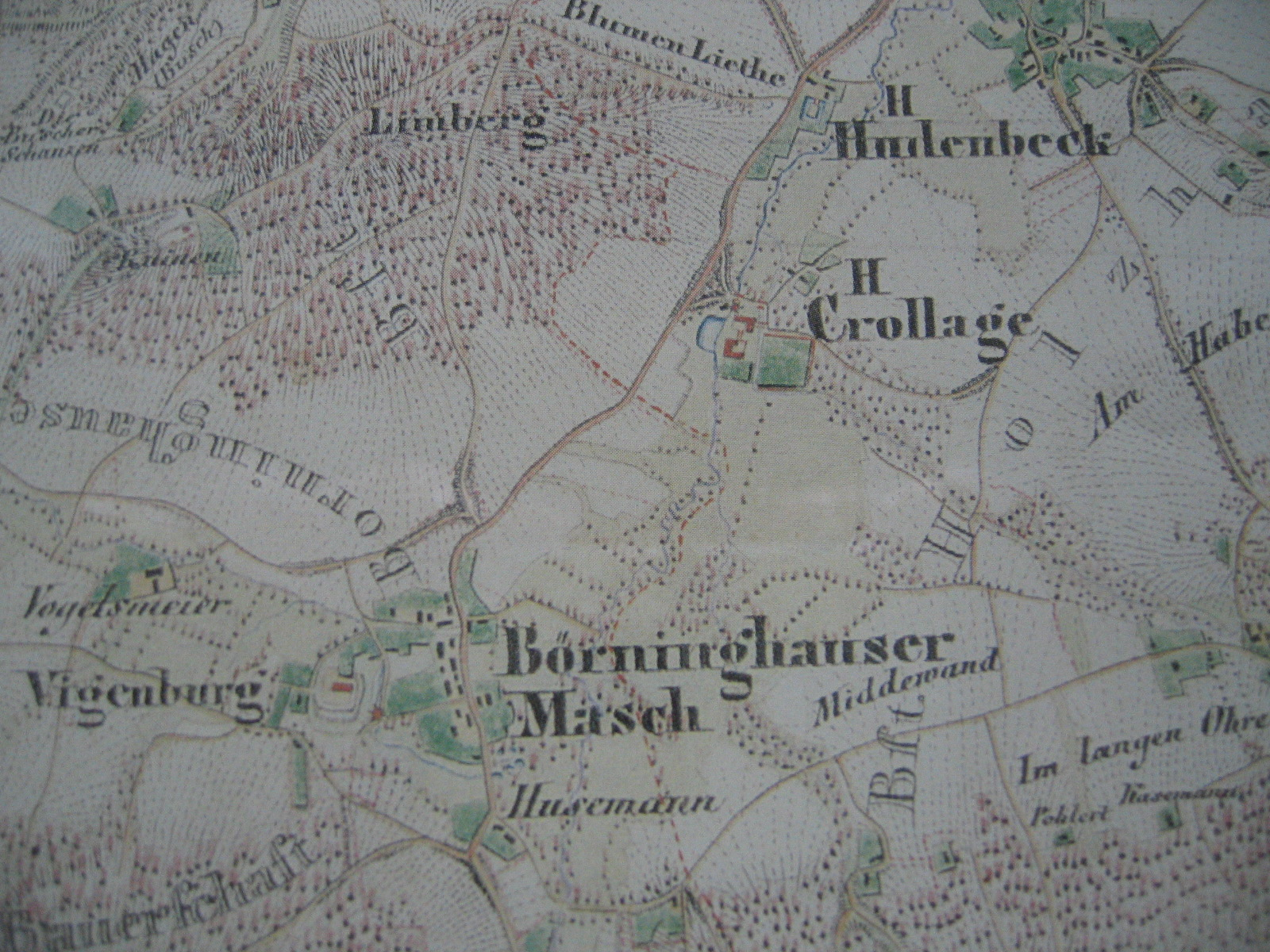
Preußische Karte von 1837: Die Schwedenschanze ist im äußersten Nordwesten als „Buschenschanzen“ eingezeichnet.

Die noch erkennbaren Reste der Wall- und Grabenbefestigung liegen auf einem etwa 150 mal 60 m großen Abschnitt eines unscheinbaren und bewaldeten Geländespornes, der östlich, westlich und nördlich zu den Quellgebieten und Oberläufen des Landwehrbaches hin abfällt. Die Anlage besteht im Wesentlichen aus zwei zusammenhängenden, annähernd rechteckigen Erdwerken (jeweils ca. 25 mal 25 Meter groß), die durch einen Graben getrennt sind und gemeinsam innerhalb eines umlaufenden ringförmigen Walles, der etwa einen Umfang von 250 m hat, liegen. In der Südostecke des südlichen Teils zeichnen sich die Umrisse einer etwa 10 × 10 m großen rechteckigen Struktur ab, möglicherweise die Reste eines Turmes. Im Norden und Osten sind Reste eines Außenwalls erkennbar.

## Deutung
Die Schwedenschanze ist noch nicht soweit archäologisch erforscht, als dass Funktion, Erbauer und Alter der Anlage als eindeutig geklärt gelten. Möglicherweise besteht ein wehrtechnisch-historischer Zusammenhang mit der nahen Burg Limberg. Ob die Anlage aus einer ähnlichen frühen Periode wie andere Fliehburgen im Wiehengebirge (z. B. die Babilonie) stammt, ist zweifelhaft; vermutet wird eher eine mittelalterliche Anlage. Die Bezeichnung Schwedenschanze ist eine übliche, wenn auch irreführende volkstümliche Betitelung, wie sie recht häufig bei Anlagen verwendet wird, deren Ursprung man nicht genau kennt (vgl. zum Beispiel die Schwedenschanze im nahen Vlotho). Eine Erbauung durch Schweden gilt als wenig plausibel. Der auf den Karten der Preußischen Uraufnahme verzeichnete Name „Buschenschanzen“ geht möglicherweise auf die in der Region begüterte Adelsfamilie von dem Bussche zurück. Es gibt Vermutungen, dass die Anlage bei der Belagerung der ravensbergischen Burg Limberg durch das Bistum Osnabrück (vertreten durch die Familie von dem Bussche) um 1500 eine Rolle gespielt haben könnte.
Möglicherweise handelt es sich um eine mittelalterliche Turmhügelburg mit Vorschanze und Zutrittsstelle im südlichen Teil und Turmhügel im nördlichen Teil. Die Vorschanze wies möglicherweise ebenfalls einen Turm auf. Die Anlage war von einem Ringwall komplett umschlossen; im Norden und Osten sicherte möglicherweise ein zusätzlicher Außenwall die Anlage.

## Tourismus
Bis auf ein knappes Hinweisschild ist die Anlage nicht touristisch erschlossen, aber von Süden her frei zugänglich. Die Anlage liegt im Naturschutzgebiet Limberg und Offelter Berg. Unweit der Anlage verlaufen die Fernwanderwege Sachsenweg und die Nordvariante des Wittekindsweges sowie der regionale Limberg-Nonnenstein-Weg.